# Пацаев (лунный кратер)
Кратер Пацаев (лат. Patsaev) — крупный древний ударный кратер в южном полушарии обратной стороны Луны. Название присвоено в честь советского лётчика-космонавта Виктора Ивановича Пацаева (1933—1971) и утверждено Международным астрономическим союзом в 1973 г. Образование кратера относится к нектарскому периоду.

## Описание кратера
Ближайшими соседями кратера являются кратер Ландер на западе-северо-западе; кратер Волков на северо-западе; кратер Шовене на северо-востоке; кратер Бондаренко на востоке; маленький кратер Кира на юго-западе (и далее на юго-запад кратер Циолковский). Селенографические координаты центра кратера 16°46′ ю. ш. 133°36′ в. д. / 16,77° ю. ш. 133,6° в. д., диаметр 55,3 км, глубина 2,4 км.
Кратер Пацаев значительно разрушен, перекрыт породами выброшенными при образовании кратера Циолковский  и превратился в понижение местности с трудно различимыми границами. К северо-западной части кратера примыкает саттелитный кратер Ландер K, к юго-западной - саттелитный кратер Пацаев Q. Дно чаши кратера пересеченное, без приметных структур.

## Сателлитные кратеры
| Пацаев | Координаты                                              | Диаметр, км |
| ------ | ------------------------------------------------------- | ----------- |
| K      | 18°56′ ю. ш. 134°34′ в. д. / 18,94° ю. ш. 134,57° в. д. | 55,3        |
| Q      | 17°43′ ю. ш. 132°35′ в. д. / 17,71° ю. ш. 132,58° в. д. | 32,8        |

- Сателлитный кратер Пацаев G в 1991 г. переименован Международным астрономическим союзом в кратер Бондаренко.